# Тупанци
Тупанци су насељено место града Ваљева у Колубарском округу. Према попису из 2022. било је 90 становника.

## Географски положај
Тупанци су смештени на западу општине Ваљево. Граничи се са селима Мајиновић, Причевић и Балиновић. Највише коте називају се Врановац висина 455 m и Тодорића брдо висина 505 m, док је најнижа кота на месту цркве Светог Николаја где је висина 320 m .

## Историја
Када су Тупанци насељени нема тачних података нити писаних докумената. Најстарији објекти су кућа брвнара и Причевачка црква, старе су око 200 година.
Да је овај крај од давнина насељен сведочи и археолошко налазиште Анатема на граници између села Тупанаца и Балиновића.

## Природне одлике
Природне ресурсе чине пољопривредно земљиште и шуме. Земљиште је углавном брдско, укупне површине од 7 km², а пољопривредно земљиште чини 63% укупне површине. Успевају житарице и то: кукуруз, пшеница, јечам, зоб; затим воће: малине, шљиве, купине. Такође расту разне врсте печурки од којих су најпознатије млечнице, лисичарке, рујнице. Сточни фонд чине краве, овце, козе, живина. Од дивљачи могу се наћи фазан, зец, срне, лисице, као и повремено дивље свиње. Крај је врло богат шумом, у којој преовлађују буква, храст и цер. У селу постоји и више десетина извора.

## Друштвене организације
Основна четвороразредна школа, истурено одељење ОШ Илија Бирчанин Ставе;
Основна школа је саграђена крајем 1947. године, а почела је са радом 28. фебруара 1948. године. Први ђаци су били деца из Тупанаца која су ишла у школу у суседном Причевићу.

## Занимљивости
У Тупанцима од јануара 2009. године поново ради једна воденица. Воденица се налази на Јаћмовачком потоку, направљена је 1962. године. Направио је тадашњи власник Радомир Спасојевић, који је касније 1989. године обновио. Данас овим објектом управља Радомир Јевтић из Тупанаца. Такође је у плану да почне бар још једна воденица са радом.
Овде се налази Амбар Љубице Тодоровић у Тупанцима.

## Демографија
Давне 1856. године у Тупанцима, по тадашњем попису, је живело 145 становника у 22 домаћинства. Већи део становништва је био пореклом из Црне Горе, Рашке области и делимично Ужучког краја. По попису из 1944. године живело је 344 становника у 59 домаћинстава и након тога почиње да опада број житеља. Овај пад броја становника је последица одласка већине тадашњег млађе популације у градове, пре свега у Ваљево.
По попису из 2002. године насељу Тупанци живи 141 пунолетни становник, а просечна старост становништва износи 50,7 година (50,7 код мушкараца и 50,7 код жена). У насељу има 58 домаћинстава, а просечан број чланова по домаћинству је 2,72.
Ово насеље је у потпуности насељено Србима (према попису из 2002. године), а у последња три пописа, примећен је пад у броју становника.
|  |

| Демографија | Демографија | Демографија |
| Година      | Становника  | Становника  |
| ----------- | ----------- | ----------- |
| 1948.       | 344         |             |
| 1953.       | 342         |             |
| 1961.       | 310         |             |
| 1971.       | 278         |             |
| 1981.       | 222         |             |
| 1991.       | 187         | 187         |
| 2002.       | 158         | 158         |

| Етнички састав према попису из 2002.‍ | Етнички састав према попису из 2002.‍ | Етнички састав према попису из 2002.‍ | Етнички састав према попису из 2002.‍ | Етнички састав према попису из 2002.‍ |
| ------------------------------------ | ------------------------------------ | ------------------------------------ | ------------------------------------ | ------------------------------------ |
|                                      |                                      |                                      |                                      |                                      |
| Срби                                 | Срби                                 |                                      | 158                                  | 100,0%                               |
| непознато                            | непознато                            |                                      | 0                                    | 0,0%                                 |

| \| \| м \| \| \| ж \| \| ? \| 1 \| \| \| 1 \| \| 80+ \| 3 \| \| \| 4 \| \| 75—79 \| 5 \| \| \| 6 \| \| 70—74 \| 7 \| \| \| 9 \| \| 65—69 \| 6 \| \| \| 12 \| \| 60—64 \| 10 \| \| \| 8 \| \| 55—59 \| 4 \| \| \| 6 \| \| 50—54 \| 5 \| \| \| 3 \| \| 45—49 \| 3 \| \| \| 7 \| \| 40—44 \| 4 \| \| \| 3 \| \| 35—39 \| 7 \| \| \| 3 \| \| 30—34 \| 7 \| \| \| 5 \| \| 25—29 \| 3 \| \| \| 4 \| \| 20—24 \| 0 \| \| \| 0 \| \| 15—19 \| 6 \| \| \| 1 \| \| 10—14 \| 1 \| \| \| 3 \| \| 5—9 \| 2 \| \| \| 5 \| \| 0—4 \| 0 \| \| \| 4 \| \| Просек : \| 50,7 \| \| \| 50,7 \| |      |  |  |      |
| |      |  |  |      |
| | м    |  |  | ж    |
| ? | 1    |  |  | 1    |
| 80+ | 3    |  |  | 4    |
| 75—79 | 5    |  |  | 6    |
| 70—74 | 7    |  |  | 9    |
| 65—69 | 6    |  |  | 12   |
| 60—64 | 10   |  |  | 8    |
| 55—59 | 4    |  |  | 6    |
| 50—54 | 5    |  |  | 3    |
| 45—49 | 3    |  |  | 7    |
| 40—44 | 4    |  |  | 3    |
| 35—39 | 7    |  |  | 3    |
| 30—34 | 7    |  |  | 5    |
| 25—29 | 3    |  |  | 4    |
| 20—24 | 0    |  |  | 0    |
| 15—19 | 6    |  |  | 1    |
| 10—14 | 1    |  |  | 3    |
| 5—9 | 2    |  |  | 5    |
| 0—4 | 0    |  |  | 4    |
| Просек : | 50,7 |  |  | 50,7 |

| Година пописа     | 1948. | 1953. | 1961. | 1971. | 1981. | 1991. | 2002. |
| ----------------- | ----- | ----- | ----- | ----- | ----- | ----- | ----- |
| Број домаћинстава | 62    | 63    | 65    | 64    | 61    | 62    | 58    |

| Број чланова      | 1  | 2  | 3 | 4 | 5 | 6 | 7 | 8 | 9 | 10 и више | Просек |
| ----------------- | -- | -- | - | - | - | - | - | - | - | --------- | ------ |
| Број домаћинстава | 15 | 19 | 9 | 3 | 7 | 4 | 1 | 0 | 0 | 0         | 2,72   |

| Пол    | Укупно | Неожењен/Неудата | Ожењен/Удата | Удовац/Удовица | Разведен/Разведена | Непознато |
| ------ | ------ | ---------------- | ------------ | -------------- | ------------------ | --------- |
| Мушки  | 71     | 20               | 48           | 3              | 0                  | 0         |
| Женски | 72     | 4                | 47           | 19             | 2                  | 0         |
| УКУПНО | 143    | 24               | 95           | 22             | 2                  | 0         |

| Пол    | Укупно                    | Пољопривреда, лов и шумарство | Рибарство                            | Вађење руде и камена | Прерађивачка индустрија       |
| ------ | ------------------------- | ----------------------------- | ------------------------------------ | -------------------- | ----------------------------- |
| Мушки  | 38                        | 27                            | 0                                    | 0                    | 3                             |
| Женски | 25                        | 21                            | 0                                    | 0                    | 0                             |
| Укупно | 63                        | 48                            | 0                                    | 0                    | 3                             |
|        |                           |                               |                                      |                      |                               |
| Пол    | Производња и снабдевање   | Грађевинарство                | Трговина                             | Хотели и ресторани   | Саобраћај, складиштење и везе |
| Мушки  | 0                         | 2                             | 2                                    | 1                    | 0                             |
| Женски | 0                         | 1                             | 2                                    | 0                    | 0                             |
| Укупно | 0                         | 3                             | 4                                    | 1                    | 0                             |
|        |                           |                               |                                      |                      |                               |
| Пол    | Финансијско посредовање   | Некретнине                    | Државна управа и одбрана             | Образовање           | Здравствени и социјални рад   |
| Мушки  | 0                         | 0                             | 2                                    | 1                    | 0                             |
| Женски | 0                         | 0                             | 0                                    | 1                    | 0                             |
| Укупно | 0                         | 0                             | 2                                    | 2                    | 0                             |
|        |                           |                               |                                      |                      |                               |
| Пол    | Остале услужне активности | Приватна домаћинства          | Екстериторијалне организације и тела | Непознато            | Непознато                     |
| Мушки  | 0                         | 0                             | 0                                    | 0                    | 0                             |
| Женски | 0                         | 0                             | 0                                    | 0                    | 0                             |
| Укупно | 0                         | 0                             | 0                                    | 0                    | 0                             |

## Галерија
- Тупанци - паноарама
- Тупанци - паноарама
- Тупанци - паноарама
- Тупанци - паноарама
- Тупанци - паноарама
- Тупанци - паноарама